# Timeless Drama Channel
 (транскр.  Тајмлес драма ченел) турски је телевизијски канал који се емитује у Европи, Азији и Америкама. Власник мреже је Ес-Пи-Ај интернешонал.
У Србији се емитује од 1. августа 2019. године на МТС ТВ.